# Bartholomeus Johannes van Hove
Bartholomeus Johannes van Hove (La Haia, 28 d'octubre de 1790 – 8 de novembre de 1880), fou un pintor neerlandès del segle xix, pare de Hubertus van Hove. Va jugar un rol important en el desenvolupament de la pintura del segle xix, en tant que fou capaç d'ensenyar les seves habilitats a un gran grup d'artistes, entre els quals destaquen Johannes Bosboom i Johan Hendrik Weissenbruch.

## Biografia
Van Hove va ser deixeble del seu pare, Hubertus van Hove el Vell, i del pintor de teatre JHAA Breckenheijmer, i va ser nomenat director el 1820 a l'Acadèmia Teeken de l'Haia. En virtut d'aquest càrrec, va esdevenir el mestre de Carel Jacobus Behr, 
Petrus Augustus Beretta, Pieter Gerardus Bernhard, 
Johannes Bosboom, Cornelis de Cocq, 
Johannes Josephus Destree, Lambertus Hardenberg, el seu fill Huib van Hove, 
Johannes van Hove, Herman Gijsbert Keppel Hesselink, Everhardus Koster, Charles Leickert, Maurits Leon, Ferdinand Carl Sierich, Johannes Anthonie Balthasar Stroebel, Willem Troost, Petrus Gerardus Vertin, Samuel Verveer, Lodewijk Anthony Vintcent, Hendricus Stephanus Johannes van Weerden, Jan Hendrik Weissenbruch, Cornelis Westerbeek, i Salomon van Witsen.
El 1823 va ser comissionat pel Departament de Guerra per il·lustrar la varietat d'uniformes de l'exèrcit holandès en una sèrie de dibuixos a ploma. Van Hove va ser també artista decorador i el 1829 va succeir al seu mestre JHAA Breckenheijmer com a pintor d'escenari del Teatre de l'Haia.
En el món de la pintura de l'Haia va ser una figura pública i el 1847 va ser un dels fundadors del Pulchri Studio. També va esdevenir el primer president d'aquest grup, càrrec que va ocupar fins a 1851. També fou membre de la societat, amb seu a Amsterdam, Arti et Amicitiae, de la qual es va convertir en president honorari el 1874.

## Estil
Van Hove pintà sobretot paisatges urbans i interiors d'església en estil romàntic. Les seves primeres obres es caracteritzen per un estil fi, pintura detallada, que contrasta fortament amb els grans conjunts plens de colors. Els seus paisatges urbans i interiors d'església estaven adornats sovint amb figures, algunes vegades fetes pel seu fill Huib. Els seus paisatges urbans posteriors són més clars i més suaus en el to amb una coloració grisa escaient.

## Galeria

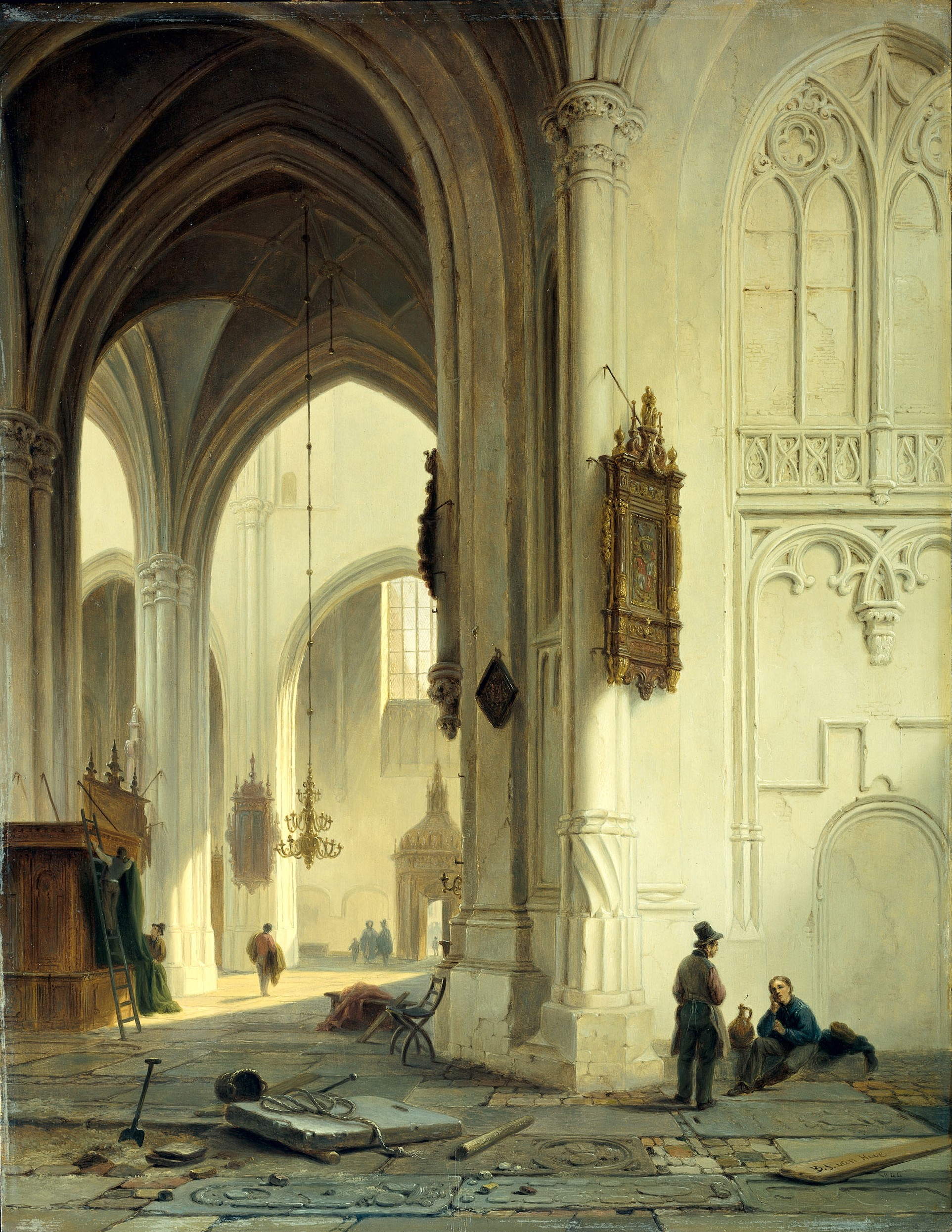
Interior d'església (1844). Oli sobre taula.
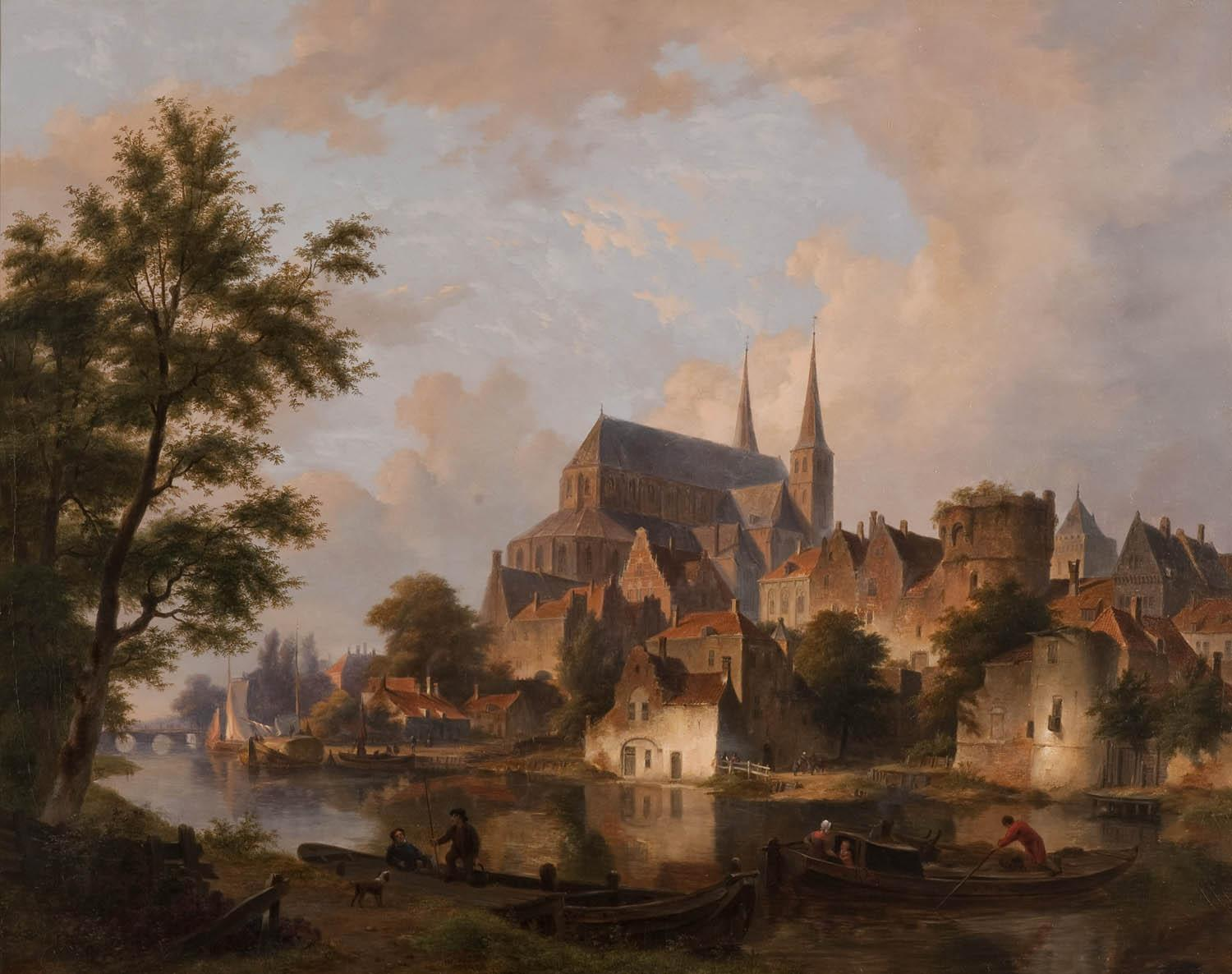
Capriccio; Paisatge urbà, elements de Deventer
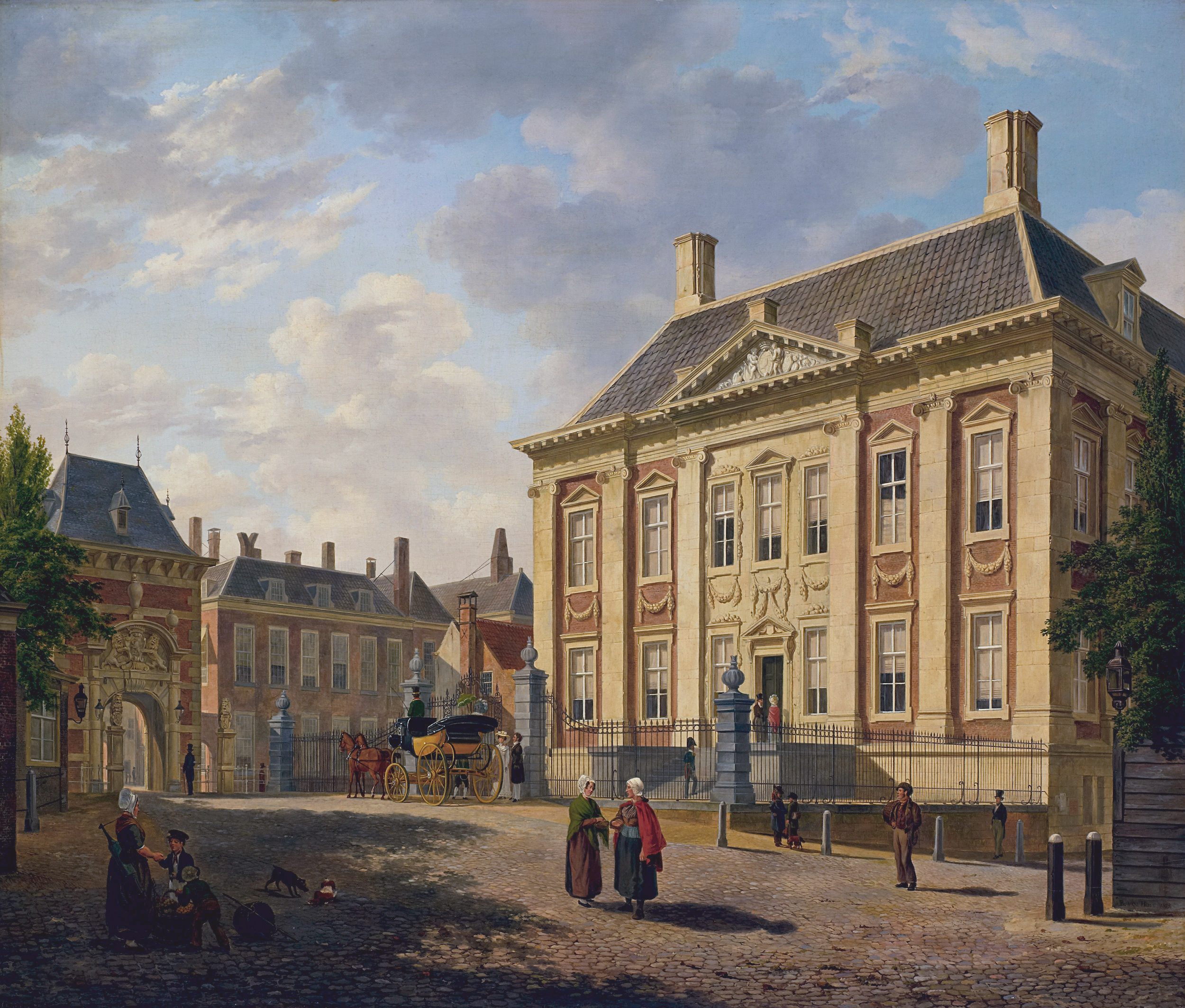
El Mauritshuis a la Haia (1825)
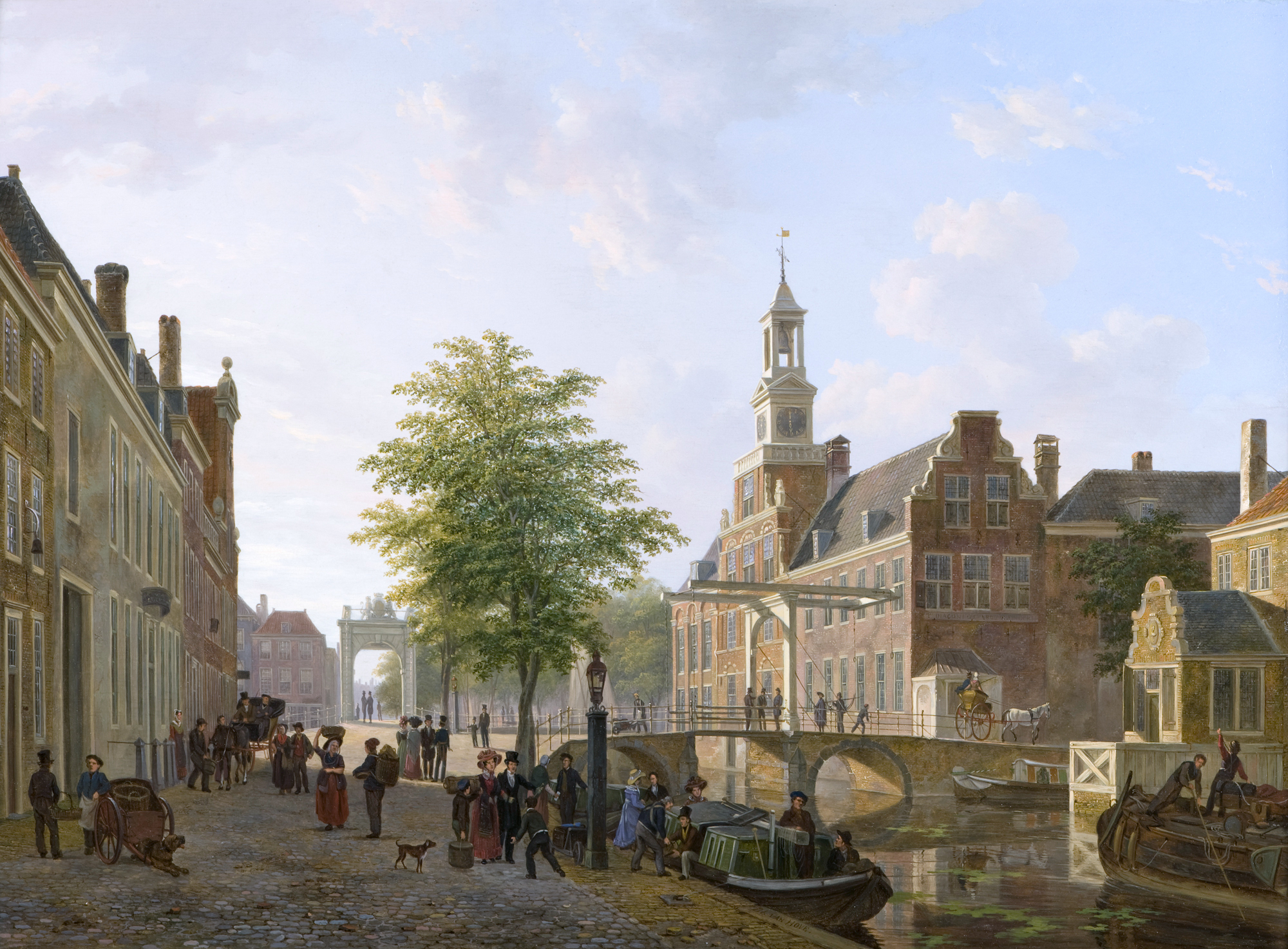
Vista de l'antic hospital de dones i nens de la Haia (1830)